# 보언의 반응 계열
지질학에서 보웬의 반응 계열(Bowen's reaction series)은 암석학자 노먼 보언이 만든, 관찰과 실험에 따라 자연 상태의 현무암질 마그마가 분별 결정(먼저 생성된 광물이 마그마에서 제거)될 때 일반적인 규질 광물이 결정화되는 순서를 정리한 것이다. 보언의 반응 계열을 통해 광물이 종류에 따라 서로 모이거나 모여있지 않은지를 설명할 수 있다. 보언은 1900년대 초 암석 가루를 가열하여 암석 속에 생성되는 광물의 종류를 관찰하였는데, 보언은 실험 온도를 점차 낮춰 가며 일련의 반응 순서를 얻었으며, 현재까지도 현무암질 마그마가 결정화할 때 이상적인 결정화 순서로 받아들여지고 있다. 보언의 반응 계열을 역으로 활용하여, 암석 속 광물의 종류를 통해 암석이 형성되었을 때의 조건을 추정할 수 있다.

## 설명

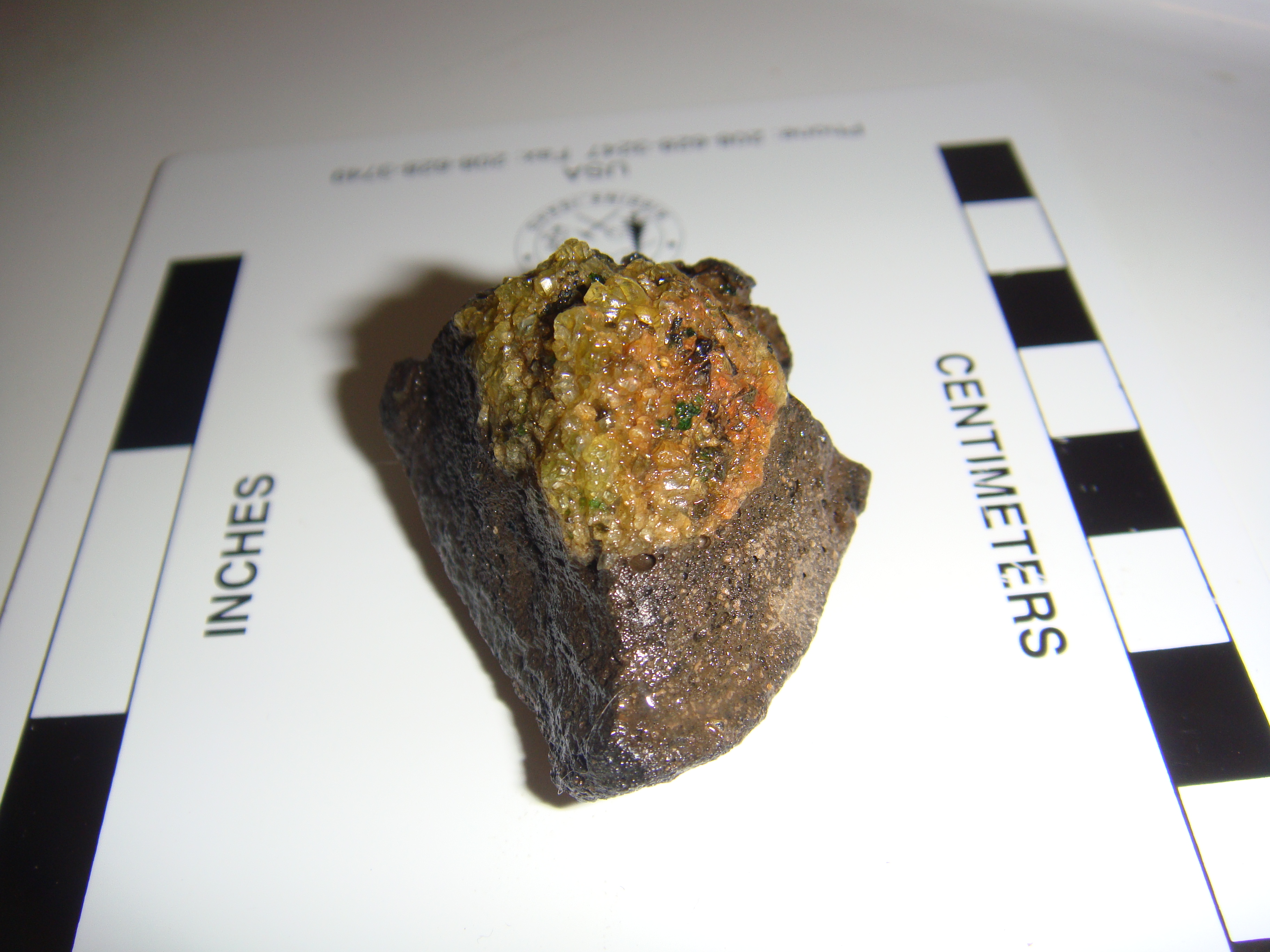
맨틀 포획암 속 이딩사이트에게 풍화되고 있는 감람석으로, 골디치의 분해 계열의 원리를 보여주고 있다.

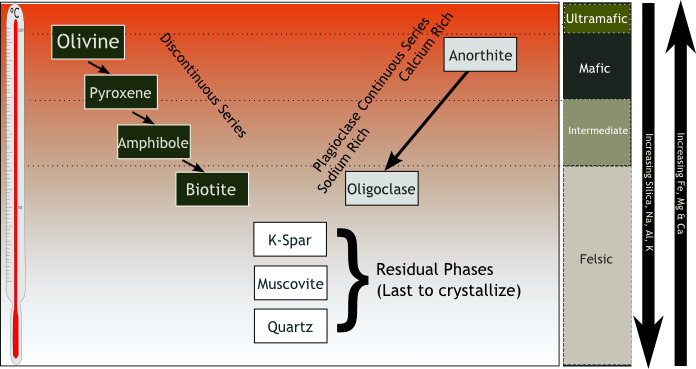
보언의 반응 계열.

보언의 반응 계열은 불연속 계열과 연속 계열로 나뉘는데, 제일 위의 광물이 먼저 결정화되며, 밑으로 갈수록 온도가 낮아진다. 연속 계열에서는 점차적으로 나트륨이 많은 사장석이 나오며, 불연속 계열에서는 먼저 감람석이 결정화되는데, 만약 감람석이 마그마에서 제거되지 않으면 온도가 낮아짐에 따라 휘석으로 다시 결정화한다.
지구 표면은 암석이 만들어지는 지역에 비해 온도가 낮기 때문에, 보언의 반응 계열은 광물의 안정성을 나타내는 지표로 나타낼 수 있다. 밑에 있는 광물이 제일 안정하고 위의 광물이 제일 풍화가 쉽게 일어나는데, 이를 골디치의 분해 계열이라고 부른다. 밑의 광물이 제일 안정한 이유는, 광물은 형성 당시의 환경과 비슷할수록 안정하게 존재하기 때문이다.